# Citroën 7U
Citroën 7U – samochód produkowany przez francuską firmę Citroën w latach 1935–1938.
Równocześnie z produkcją serii Traction, Citroën kontynuował montaż modeli tylnonapędowych, docelowo dla klientów nieprzekonanych do napędu przedniego. Rosalie 7U, wraz z 11U był nowo opracowanym modelem, użyto w nim nadwozie znane z poprzedników, Rosalie 8CV i 10/15CV, zmieniona była jednak przednia część nadwozia upodabniająca teraz model do stylistyki  "NH" Rosalie oraz Traction. Czterocylindrowy silnik o pojemność 1628 cm³ zaczerpnięty został z Traction 7, przenosił jednak moc na tylną oś.
Powstało ponad 7400 egzemplarzy.